# Noda Tatsuki
Tatsuki Noda (sinh ngày 2 tháng 4 năm 1998) là một cầu thủ bóng đá người Nhật Bản.

## Sự nghiệp câu lạc bộ
Tatsuki Noda đã từng chơi cho Vissel Kobe.